# Châtel-sur-Moselle
Châtel-sur-Moselle és un municipi francès, situat al departament dels Vosges i a la regió del Gran Est. L'any 2007 tenia 1.671 habitants.

## Demografia

### Població
El 2007 la població de fet de Châtel-sur-Moselle era de 1.671 persones. Hi havia 678 famílies, de les quals 216 eren unipersonals (96 homes vivint sols i 120 dones vivint soles), 225 parelles sense fills, 161 parelles amb fills i 76 famílies monoparentals amb fills.
La població ha evolucionat segons el següent gràfic:
Habitants censats

### Habitatges
El 2007 hi havia 766 habitatges, 689 eren l'habitatge principal de la família, 12 eren segones residències i 66 estaven desocupats. 425 eren cases i 308 eren apartaments. Dels 689 habitatges principals, 355 estaven ocupats pels seus propietaris, 309 estaven llogats i ocupats pels llogaters i 24 estaven cedits a títol gratuït; 15 tenien una cambra, 81 en tenien dues, 133 en tenien tres, 188 en tenien quatre i 272 en tenien cinc o més. 386 habitatges disposaven pel capbaix d'una plaça de pàrquing. A 319 habitatges hi havia un automòbil i a 256 n'hi havia dos o més.

### Piràmide de població
La piràmide de població per edats i sexe el 2009 era:
| Homes | Edats   | Dones |
| ----- | ------- | ----- |
| 0     | 95 o +  | 0     |
| 4     | 90 a 94 | 28    |
| 0     | 85 a 89 | 16    |
| 0     | 80 a 84 | 20    |
| 20    | 75 a 79 | 68    |
| 44    | 70 a 74 | 40    |
| 56    | 65 a 69 | 40    |
| 36    | 60 a 64 | 48    |
| 28    | 55 a 59 | 28    |
| 72    | 50 a 54 | 52    |
| 56    | 45 a 49 | 60    |
| 56    | 40 a 44 | 72    |
| 84    | 35 a 39 | 32    |
| 44    | 30 a 34 | 56    |
| 72    | 25 a 29 | 45    |
| 32    | 20 a 24 | 68    |
| 88    | 15 a 19 | 52    |
| 48    | 10 a 14 | 40    |
| 56    | 5 a 9   | 44    |
| 24    | 0 a 4   | 20    |

## Economia
El 2007 la població en edat de treballar era de 1.051 persones, 704 eren actives i 347 eren inactives. De les 704 persones actives 638 estaven ocupades (340 homes i 298 dones) i 66 estaven aturades (31 homes i 35 dones). De les 347 persones inactives 122 estaven jubilades, 71 estaven estudiant i 154 estaven classificades com a «altres inactius».

### Ingressos
El 2009 a Châtel-sur-Moselle hi havia 686 unitats fiscals que integraven 1.535,5 persones, la mediana anual d'ingressos fiscals per persona era de 17.565 €.

### Activitats econòmiques
Dels 43 establiments que hi havia el 2007, 2 eren d'empreses extractives, 1 d'una empresa alimentària, 1 d'una empresa de fabricació d'altres productes industrials, 4 d'empreses de construcció, 5 d'empreses de comerç i reparació d'automòbils, 2 d'empreses de transport, 3 d'empreses d'hostatgeria i restauració, 1 d'una empresa d'informació i comunicació, 1 d'una empresa financera, 2 d'empreses immobiliàries, 10 d'empreses de serveis, 5 d'entitats de l'administració pública i 6 d'empreses classificades com a «altres activitats de serveis».
Dels 12 establiments de servei als particulars que hi havia el 2009, 1 era una oficina d'administració d'Hisenda pública, 1 gendarmeria, 1 oficina de correu, 2 tallers de reparació d'automòbils i de material agrícola, 1 fusteria, 3 electricistes, 2 perruqueries i 1 restaurant.
Dels 2 establiments comercials que hi havia el 2009, 1 era una botiga de més de 120 m² i 1 una botiga de menys de 120 m².
L'any 2000 a Châtel-sur-Moselle hi havia 9 explotacions agrícoles que ocupaven un total de 384 hectàrees.

## Equipaments sanitaris i escolars
El 2009 hi havia 1 hospital de tractaments de mitja durada (seguiment i rehabilitació) i 1 farmàcia.
El 2009 hi havia 1 escola maternal i 1 escola elemental. Châtel-sur-Moselle disposava d'un col·legi d'educació secundària amb 385 alumnes.

## Poblacions més properes
El següent diagrama mostra les poblacions més properes.